# Tubbo
Tobias James Smith (né le 23 décembre 2003), connu en ligne sous le nom de Tubbo, est un streamer Twitch et YouTuber britannique principalement connu pour la création de contenu Minecraft . Il est également connu pour son temps passé sur le Dream SMP, un serveur Minecraft multijoueur de survie (SMP) du youtuber Dream, sur invitation uniquement. En juin 2025, il comptait 5,2 millions d'abonnés sur Twitch, il est dans le top 0.03% de Twitch, Il a été nominé pour le prix du meilleur streamer Minecraft aux Streamer Awards 2021, 2022 et 2023 .

## Carrière

### 2018–2020: Début de carrière
Smith a commencé sur Twitch, en tant que « Tubbo », le 15 mai 2018. Il a principalement diffusé du contenu Minecraft et Counter-Strike: Global Offensive.
Il a créé son compte YouTube en 2018, à 2.76M d'abonnés (juin 2025), et a principalement mis en ligne du contenu Minecraft. Il possède également une chaine secondaire depuis août 2019: "TubboLIVE", à 1.09M d'abonnés (juin 2025), qui publie les rediffusions des ses streams

### 2020–présent: ascension vers la popularité et Dream SMP
La popularité de Tubbo a augmenté de manière considérable après avoir rejoint le Dream SMP, un serveur multijoueur de survie Minecraft (SMP) créé par le youtuber Dream, sur invitation uniquement, en 2020,. Il est rapidement devenu un personnage clé du serveur, collaborant souvent avec d'autres streamers comme TommyInnit et Dream, le propriétaire du serveur,,.
En février 2021, Smith a participé à PogChamps 3, un tournoi d'échecs en ligne pour les créateurs de contenu organisé par Chess.com, atteignant les demi-finales du tableau de la compétitions des perdants avant de perdre contre un autre streamer : Neekolul,.

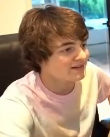
Smith en novembre 2021

En octobre 2021, Smith est apparu dans les fuites Twitch, qui ont révélé les revenus des plus gros streamers Twitch d'août 2019 à octobre 2021. Smith s'est classé 81e sur la liste, avec un revenu déclaré de 1 000 504,31 $ pour cette période. Selon Unikrn, Smith a été le quatrième streamer à la croissance la plus rapide en 2021, gagnant plus de 1,5 million d'abonnés sur Twitch. Son pic de vue est en avril 2021 avec une moyenne de viewers de 97 571 et un gain de 327 769 followers pour 31 heures streamées. Vulture a rapporté que Smith était l'un des meilleurs streamers de Five Nights at Freddy's en 2021, générant environ 273 000 heures de visionnage collectif pour le jeu.
En février 2022, Smith a rejoint Misfits Gaming, une organisation d'esports basée en Floride, en tant que streamer et youtuber Minecraft,,. Le 12 mars 2022, Smith a été nominé pour le prix du meilleur streamer Minecraft aux Streamer Awards 2021 , il ne l'a pas gagné au profit de son ami et streamer Tommyinnit.
Le 1er mars 2023, Smith a commencé un subathon (marathon de sub) appelé le « Tubbathon 2 », où il a diffusé en direct en continu jusqu'à ce que le chronomètre (auquel un spectateur pouvait ajouter quelques secondes en faisant un don ou en s'abonnant) soit épuisé. Plus tard dans le mois, il a été nominé pour le prix du meilleur streamer Minecraft aux Streamer Awards 2022. Il ne l'a pas gagné au profit du streamer Quackity. Le 27 décembre 2023, il a annoncé son départ de Misfits Gaming à partir de 2024.
Le 28 août 2023, il rejoint un autre serveur minecraft international, le QSMP, organisé par le streamer Quackity, basé sur un programme de traduction automatique. Le serveur compte de nombreux streamers comme : Philza, FitMC, Foolish, Jaiden, BadBoyHalo, Roier, Cellbit, Pactw, Etoiles, AntoineDaniel, Baghera, Aypierre, IronMouse, TinaKitten, et beaucoup d'autres. Le serveur fermera et il jouera pour la dernière fois dessus en mai 2024.
Le 17 février 2024, Smith a été nominé pour le prix du meilleur streamer Minecraft aux Streamer Awards 2023. Il ne l'a pas gagné au profit du streamer Quackity. Plus tard, le 1er mars 2024 (date anniversaire de son entrée dans de Dream SMP), il a commencé « Tubbathon 3 ». Comparé au précédent Tubbathon, il comprenait des émissions de cuisine, des sessions de Donjons et Dragons, des émissions de discussion et des jeux. L'événement s'est terminé après 64 jours, battant le record de 27 jours de l'année précédente,.
Le 7 juillet 2024, Smith a été banni de Twitch pour avoir été à l'encontre du DMCA après avoir diffusé en direct et sans autorisation le Grand Prix de Grande-Bretagne de Formule 1.
Le 4 février 2025, Smith a annoncé qu'il participerait à un match de boxe d'exhibition sur Creator Clash 3 contre Sapnap, un ancien membre de Dream SMP . Après avoir été reporté, le combat est prévu pour le 25 octobre au Hollywood Palladium à Los Angeles, Californie, États-Unis.

## Autres entreprises

### TubNet
Le 25 novembre 2022, Tubbo a lancé son serveur Minecrasft : TubNet, où les joueurs pouvaient participer à de multiples activités, y compris des aspects tels que des mini-jeux de compétition, avec Misfits Gaming comme l'un des investisseurs de la société. Le serveur devait ouvrir en août, mais l'équipe de TubNet a reporté le lancement à novembre pour améliorer ses protections de sécurité des données. Le 8 janvier 2024, TubNet a annoncé sur Twitter que le serveur serait en pause à partir du 12 janvier 2024.

### Musique
Le 27 août 2021, Smith a sorti un titre pop intitulé « Life by the Sea » (Vie au bord de la mer) avec le youtuber et artiste (auteur-compositeur-interprète et producteur de musique) CG5,. La chanson a ensuite été classée 84e dans les charts officiels du Royaume-Uni. et cumule plus de 19M de vues sur youtube (juin 2025).
Il performe également régulièrement des DJ sets lors de ses streams.

## Charité
En septembre 2021, Smith a participé à un événement de collecte de fonds en direct organisé par son collègue streamer et YouTuber Technoblade. Smith est apparu comme l'un des « chasseurs » poursuivant Technoblade dans le jeu Minecraft . Ils ont réussi à récolter plus de 324 000 $ pour la Sarcoma Foundation of America.
En juin 2022, Smith a participé à un tournoi caritatif Minecraft organisé par le MC Championship appelé MCC Pride avec plusieurs autres créateurs en ligne. L'événement a permis de récolter plus de 145 000 $ pour le projet Trevor,.
En décembre 2024, Smith a participé à Jingle Jam, un événement caritatif diffusé en direct organisé par Yogscast où 1 000 streamers et créateurs de contenu ont uni leurs forces pour collecter des fonds pour huit organismes de bienfaisance.

## Jeunesse et vie personnelle
Tobias James Smith est né le 23 décembre 2003 à Bognor Regis, dans le West Sussex, avant de déménager à Brighton.

## Discographie

### Simple
| Titre                                        | Année | Meilleur classement | Album            |
| Titre                                        | Année | ROYAUME-UNI         | Album            |
| -------------------------------------------- | ----- | ------------------- | ---------------- |
| « La vie au bord de la mer » (featuring CG5) | 2021  | 84                  | Non-album single |

## Record de boxe
L’événement a été annulé mais Tubbo a évoquer la possibilité d'organiser l'événement lui même.
| 0 combats       | 0 victoires | 0 défaites |
| Avant la limite | 0           | 0          |
| Sur décision    | 0           | 0          |

| No. | Result | Record | Opponent | Type | Round, time | Date   | Location                         |
| --- | ------ | ------ | -------- | ---- | ----------- | ------ | -------------------------------- |
| 1   | annulé | annulé | Sapnap   | NC   | – (5)       | annulé | Amalie Arena, Tampa, Florida, US |

## Prix et nominations
| Cérémonie           | Année | Catégorie                   | Résultat   | Ref.   |
| ------------------- | ----- | --------------------------- | ---------- | ------ |
| Les Streamer Awards | 2021  | Meilleur streamer Minecraft | Nomination | [ 16 ] |
| Les Streamer Awards | 2022  | Meilleur streamer Minecraft | Nomination | [ 18 ] |
| Les Streamer Awards | 2023  | Meilleur streamer Minecraft | Nomination | [ 23 ] |